# N-521
La  N-521  es una carretera nacional de España. Comienza en la localidad cacereña de Trujillo, en la antigua  N-5  y lleva hasta la frontera portuguesa, cerca de Marvão y de Valencia de Alcántara. Discurre de este a oeste íntegramente a través de la provincia de Cáceres. Atraviesa la capital y desde allí se dirige hacia Malpartida de Cáceres, Aliseda, Salorino y Valencia de Alcántara, hasta la frontera portuguesa. La carretera se encuentra en muy buen estado en toda su extensión, contando en todo momento con dos carriles de 3,5 m por sentido y 1,5 m de arcén, y buena señalización.
Antes de la apertura de la  A-58  entre Trujillo, y Cáceres, esta carretera tenía una fuerte densidad de tráfico en los 46 kilómetros que separan ambas localidades, ya que era la comunicación más corta entre Cáceres y Madrid, si bien dicha autovía absorbe en la actualidad la mayor parte del tráfico en este tramo, sin embargo la salida de Cáceres hacia Malpartida de Cáceres suele concentrar atascos, debido a los extensos polígonos industriales entre ambas localidades. Desde Malpartida de Cáceres hasta la frontera el tráfico es más escaso.
Los parajes que atraviesa son de alto valor ecológico y de enorme belleza. En la zona cercana a Trujillo, discurre cercana al Parque Nacional de Monfragüe, entre extensas dehesas ganaderas y encinares. Más cerca de Cáceres pasa al lado de la ZEPA de los Llanos de Cáceres. Pasado Malpartida de Cáceres y hasta Valencia de Alcántara continúan los encinares, en una zona donde es habitual ver ciervos salvajes. Finalmente, en la zona próxima a la frontera, atraviesa bosques de castaños y pinos entre los roquedales de la serranía que divide España y Portugal.
Actualmente se encuentra en proyecto la variante de Malpartida de Cáceres, que evitará la extensa travesía de esta localidad y servirá para eliminar la intersección con la carretera de Arroyo de la Luz.
Asimismo, se encuentra finalizada desde 2009 la  A-58  entre Cáceres y Trujillo, paralela a la  N-521  y que alivia la presión del tráfico rodado que se dirige hacia el centro peninsular. Aunque existían planes para ampliar la  A-58  hacia Valencia de Alcántara y la frontera portuguesa, siguiendo el trazado de la  N-521 , este proyecto ha sido sustituido por la continuación de la  A-58  hasta Badajoz, siguiendo la  N-523  y sustituyendo el proyecto la de la autovía autonómica  EX-A4 
Como dato histórico, la frontera con Portugal fue una de las primeras en ser "paso azul" cuando ambos países se incorporaron a la Unión Europea, debido al escaso tráfico que soportaba. Asimismo, el tramo Trujillo, - Cáceres fue acondicionado a principios de los años 80 con arcenes de 1,5 m, como la  N-5 . La idea consistía en hacer un bypass a la  N-5  por Cáceres hasta Badajoz, ahorrando algunos kilómetros. Sin embargo, el acondicionamiento de la carretera que une las capitales extremeñas se retrasó varios años y la travesía de Cáceres lo hicieron inviable. Para cuando se subsanaron estas deficiencias, la  A-5 , ya estaba completada.